# I mariti (Tempesta d'anime)
I mariti (Tempesta d'anime) è un film italiano del 1941 diretto da Camillo Mastrocinque. La vicenda si rifà alla commedia di Achille Torelli I mariti.

## Trama
Nella Napoli della seconda metà del XIX secolo una giovane nobildonna si innamora di un nobile di malaffare. Va sposa, senza amarlo, a un avvocato di oneste attitudini il quale, malgrado tutto, assumerà la difesa del nobile in un procedimento penale.

## Critica
Secondo il Morandini (Zanichelli, 2010) il film di Mastrocinque è "realizzato con mano sicura e con una grande ricchezza di mezzi". Viene fatto notare come la produzione si sia avvalsa del "fior fiore" degli attori in voga all'epoca in cui la pellicola fu girata negli studi di Cinecittà (Nazzari e Calamai, sopra tutti).
Ugualmente all'altezza vengono reputati "la cornice decorativa, di calibrata eleganza" e lo "stringato" adattamento cinematografico curato dallo stesso regista insieme con il commediografo Alessandro De Stefani.